# Rainer Eckert (Linguist)

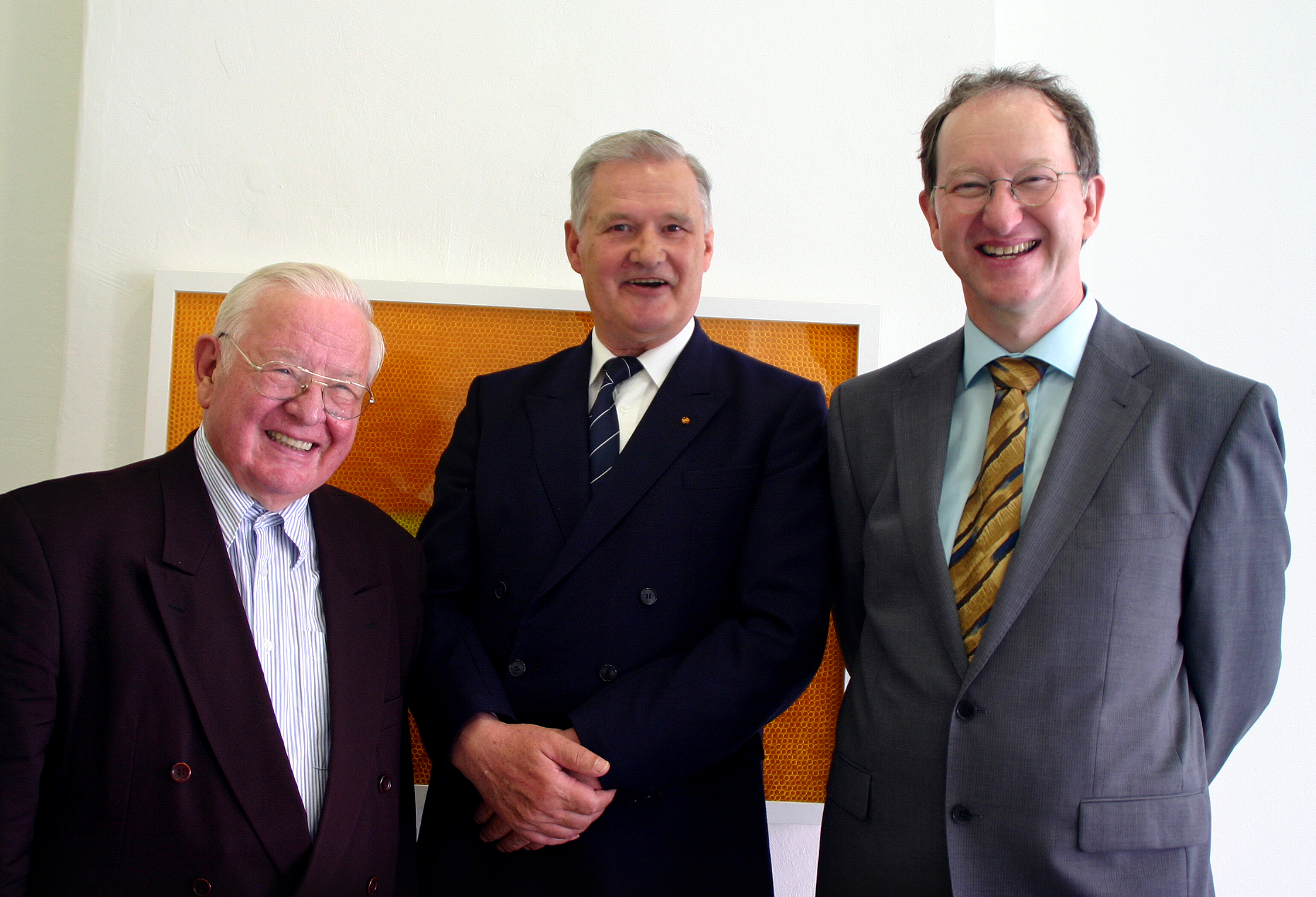
Drei Generationen von Baltisten. Von links nach rechts: Rainer Eckert, Jochen Dieter Range und Stephan Kessler während der Jubiläumsfeier „20 Jahre Baltistik in Greifswald“ im Jahre 2013

Rainer Eckert (* 10. Dezember 1931 in Hasel, Tschechoslowakei) ist ein deutscher Baltist und emeritierter Hochschullehrer.

## Leben
Rainer Eckert wurde als Teil der sudetendeutschen Volksgruppe im Juli 1946 aus seinem Heimatort vertrieben und in die damalige Sowjetische Besatzungszone zwangsumgesiedelt.
Er arbeitete zunächst in der Land- und Forstwirtschaft. Ab 1949 konnte er wieder zur Schule gehen und erlangte 1952 das Abitur. Von 1952 bis 1957 studierte er an der Universität Moskau Russistik, Slawistik und Baltistik. Von 1957 bis April 1961 schloss sich ein Promotionsstudium an.
Frisch promoviert kehrte er nach Deutschland zurück und war von Mai 1961 bis Ende September 1979 an der Universität Leipzig tätig, zunächst als Wissenschaftlicher Assistent und Oberassistent und ab 1969 als Hochschuldozent. Im September 1971 erhielt er die Berufung als Ordentlicher Professor für Russische Sprache. Von 1971 bis
1975 leitete er die Sektion Theoretische und angewandte Sprachwissenschaft.
1977 erfolgte die Habilitation für Baltistik mit der Arbeit Die Nominalstämme auf i- im Baltischen unter besonderer Berücksichtigung des Slawischen.
Sein Forschungsschwerpunkt waren neben dem Baltoslawischen die historische Morphologie der slavischen und baltischen Sprachen, Lexikologie und Phraseologie sowie die Geschichte der Slavistik und Baltistik.
Am 1. Oktober 1979 wurde Rainer Eckert Leiter des Bereichs Slavistik, Balkanologie und Finnougristik am Zentralinstitut für Sprachwissenschaft der Akademie der Wissenschaften der DDR. 1980 gründete er hier eine baltistische Forschungsgruppe.
Nach positiver Bewertung der baltistischen Forschung durch den Wissenschaftsrat 1989 wurde an der Ernst-Moritz-Arndt-Universität Greifswald  der Lehrstuhl und Studiengang Baltistik eingerichtet und im März 1992 Eckert als erster Professor für Baltistik nach Greifswald berufen. Im Mai 1993 wurde er Gründungsdirektor des Instituts für Baltistik.
Hier wirkte er bis zu seiner Emeritierung im Dezember 1996. Sein Nachfolger war Jochen Dieter Range.
Seit 1983 ist er Mitglied des Sodalizio Glottologico Milanese und seit 1992 Mitglied der Association for the Advancement of Baltic Studies. Er war stellvertretender Vorsitzender der Kommission zum Studium der balto-slawischen Beziehungen beim Internationalen Slawistenkomitee und Vorsitzender des Baltistenkreises zu Berlin.

## Ehrungen
- Ehrendoktor der Universität Vilnius 1997
- Ehrendoktor der Universität Lettlands 1999